# 赤坎区
赤坎区（せきかんく）は中華人民共和国広東省湛江市に位置する市轄区。

## 行政区画
下部に8街道を管轄する
- 中華街道、寸金街道、民主街道、中山街道、沙湾街道、調順街道、南橋街道、北橋街道